# Villafranca del Bierzo
Villafranca del Bierzo è un comune spagnolo di 3.481 abitanti situato nella provincia di León, comunità autonoma di Castiglia e León posto all'altitudine di 540 metri s.l.m. alla confluenza dei fiumi Burbia e Valcarce nella comarca di El Bierzo a 23 km da Ponferrada, capoluogo della stessa. La città è collegata con l'autostrada A6 Madrid-La Coruña.
È detta la "perla del Bierzo" o la "piccola Compostela" in quanto, essendo una delle ultime tappe del Camino Francés, la sua chiesa di Santiago godeva di un particolare privilegio: i pellegrini che, giunti a Villafranca, non erano più in grado, per essersi ammalati, di raggiungere la meta fruivano ugualmente dell'indulgenza visitando la chiesa.
La sua economia si basa sull'agricoltura, in particolare dei vigneti, che producono l'uva per il vino a denominazione di origine controllata, (DOC) detto Bierzo, sulla coltivazione di ortaggi, oltre che, sull'allevamento del bestiame e sul turismo, in crescita anche grazie al ritorno negli ultimi decenni dei pellegrinaggi a Santiago di Compostela.

## Storia
I primi insediamenti umani nel Bierzo risalgono al neolitico. I primi popoli stabili furono i Celti che nel vicino Castro de la Ventosa abitavano il centro di Bergidum che, con l'avvento dei Romani, fu chiamato Bergidum Flavium. Questo villaggio è citato da Antonino nella sua descrizione delle strade preromane della zona.
Nell'alto Medioevo la prima citazione di Villafranca è in un documento che fa riferimento ad una battaglia che vi si svolse nel 791 fra i Musulmani, provenienti dalla Galizia, e forze cristiane guidate dal re Visigoto delle Asturie Bermudo I, che trasmise poi il regno al nipote Alfonso II detto Il Casto. Secondo una leggenda, la nascita di Villafranca è dovuta a due mandriani che pascolavano le loro bestie nella zona e, volendo cambiare il pascolo, decisero di affidarne la scelta ad una vacca che lasciarono libera di muoversi dove volesse. L'animale si fermò nel posto ove ora sorge Villafranca. In realtà l'origine della città è legata al Camino de Santiago: dopo il rinvenimento del corpo di San Giacomo nell'813 iniziarono i primi pellegrinaggi e sorsero alcuni centri dove i pellegrini potevano riposare ed eventualmente curarsi in caso di malattia. Villafranca fu uno dei primi di questi villaggi, posto all'ingresso della Valle del fiume Valcarce e nei pressi dei guadi e dei ponti sul fiume stesso e sul fiume Burbia. Nel Codex Calixtinus, Villafranca è indicata come sosta intermedia fra Rabornal e Triacastela.
Nel 1070, durante il regno di Alfonso VI, su indicazione di pellegrini francesi, alcuni monaci della Congregazione cluniacense fondarono il Monasterio de Santa Maria Cluniaca, dove coltivarono la vite. Si formò anche un borgo di pellegrini francesi che vi si sistemarono definitivamente: la città prese il nome di Villa Franca, cioè villaggio dei francesi, da cui deriva il nome attuale di Villafranca, e, l'aggiunta dell'indicazione del Bierzo, serve a distinguerla delle altre località di nome Villafranca.
La cittadina si dotò in seguito di ostelli e ospedali, come la Leproseria de San Lazaro per i degenti di malattie infettive, fondata nel XII secolo ed ancora attiva nel XVI, l'Hospital de Santiago del XV secolo rinnovato nel XVI, l'Hospital de San Roque trasformatosi poi nel Convento de la Anunciada, ed altri. L'esigenza di costruire ospedali nelle località di sosta dei pellegrinaggi era determinata dalla frequenza di malattie ed epidemie che colpivano i pellegrini particolarmente soggetti, in quanto indeboliti dalle fatiche dei viaggi, sfavoriti dalla promiscuità nei luoghi di sosta e dalle cattive condizioni igieniche di quei tempi. Per agevolare i pellegrini, il re Alfonso VI, nel 1072, concesse loro l'esenzione dal pagamento del pedaggio imposto dal Castillo de Santa Maria de Autares situato nei pressi di Villafranca. Nel 1186 il vescovo di Astorga ottenne da Roma una bolla papale che lo autorizzava a costruire una chiesa a Villafranca, chiesa che avrebbe goduto degli stessi privilegi d'indulgenza, per chi, partito per effettuare il pellegrinaggio a Santiago e arrivato a Villafranca, non fosse stato in grado di proseguire il viaggio.

### Signoria
Verso la fine del XII secolo Alfonso VII concesse la signoria della città alla sorella Sancha, poi trasmessa a Doña Urraca, moglie di Ferdinando II. La signoria passò in seguito a Doña Teresa, moglie di Alfonso IX, che nel 1192 concesse alla città i Fueros, cioè lo statuto con i privilegi e gli obblighi verso la Corona, confermati poi nel 1230. Poi passò a Doña Maria de la Cerda contessa di Medinaceli per finire a Pedro Fernando de Castro, maggiordomo maggiore di Alfonso XI e conte di Benavente, al quale la tolse Enrico III per concederla nel 1394 a Don Pedro Enriques conte di Trastàmara. Più tardi Villafranca passò all'arcivescovo di Santiago che la vendette nel 1445 a don Pedro Alvarez Osorio marito di Beatrix de Castro, figlia di Pedro Enriquez conte di Lemos. In un documento del XV secolo risulta i poveri erano numerosi, si verificavano numerosi delitti, per cui il luogo ebbe fama di essere una città poco sicura con abitanti dediti ai furti e alle malversazioni. In realtà i suoi abitanti erano solo contadini che esibivano alle porte delle loro case per venderli i loro prodotti: vino, pane, pesce d'acqua dolce, frutta, olio e orzo; altrettanto facevano gli hidalgos cioè i nobili e notabili della città.

### Marchesato
Nel 1486 i Re cattolici convertirono la signoria in marchesato in favore di Luis Pimentel y Pacego, figlio del Conte di Benavente e di Juana Asorio y Bazan. Maria, sua figlia ed erede, sposò Pedro Alvarez de Toledo della casata degli Alba, viceré di Napoli. A partire da questo matrimonio, i marchesi iniziarono ad accumulare titoli, fino a diventare Grandi di Spagna, titolo concesso da Carlo III di Spagna nel 1781 ed acquisito dal decimo marchese Antonio Maria Alvarez de Toledo y Perez de Guzman El Bueno.
Nel 1520 l'imperatore Carlo V, recandosi a Santiago per tenervi le Cortes (parlamento), incontrò qui una commissione di Castigliani che sollecitarono la convocazione delle Cortes in Castiglia.
Nei secoli XIV e XV si era formato un gruppo di artigiani e una iniziale borghesia che diede sviluppo alla città che si ingrandì nei secoli XVI e XVII, come dimostrano i numerosi e importanti edifici costruiti in quel periodo. L'abbazia cluniacense, entrata in crisi agli inizi del XIV secolo, pur essendo in rovina, fu occupata dai monaci fino all'inizio del XVI secolo con il nome della "Asuncion de Nuestra Señora". Nel partire per Napoli, dove era stato nominato viceré, il marchese Pedro Alvarez s'impegnò affinché il Monastero diventasse una collegiata di canonici dipendenti direttamente da Roma, autorizzazione che giunse con tre successive bolle papali del 1529, 1531 e 1532 che autorizzarono ad ospitare un Abate mitrato, 20 canonici e la giurisdizione su 60 parrocchie. Un cronista del 1577 riferisce che Villafranca raggiungeva 800 abitanti e due monasteri francescani: uno di frati e l'altro di suore. Vicino al castello vi era il Convento de Dominicas de la Laura, fondato all'inizio del XVII secolo da Maria de Toledo duchessa d' Alba. Nel 1619 san Lorenzo da Brindisi venne trasportato a Villafranca, dopo la sua morte avvenuta a Lisbona, e sepolto nel Monastero dell'Annunciazione, dove le sue spoglie si trovano tuttora.
Nel 1689 la zona fu colpita da un'epidemia di peste causa di molte vittime. Un chierico italiano, Domenico Laffi, scrisse di Villafranca nel 1670, descrivendolo quale luogo prezioso, posto in una fossa fra quattro alte montagne, alla confluenza di due grandi fiumi all'interno del Regno di Leon, e che, per la sua grandezza era meglio chiamarlo, città con molti conventi, una grande piazza e case bellissime. Questo viaggiatore descriveva anche della possibilità di essere derubati, confermando la cattiva fama del paese e la leggenda tradizionale leggenda. Nel 1715 un'inondazione allagò sia il convento della Anunciada che molte case situate nella zona più bassa della città. Nel XVII e XVIII secolo il commercio iniziò a svilupparsi. Il marchese nominò per il governo della città e delle undici località della sua giurisdizione due alcaldes (sindaci) ordinari, un governatore, sei assessori e cinque notai. L'economia si basava sul lavoro degli artigiani, circa il 50% della popolazione, che assieme agli agricoltori e agli allevatori di bestiame, favorì lo svolgersi di fiere e mercati. In quest'epoca la città fu anche la capitale religiosa del Bierzo: a metà del XVIII secolo vi erano 41 sacerdoti compreso l'abate e i canonici della Collegiata e 131 religiosi. Come nel passato si distingueva il capitolo della Collegiata di Santa Maria, libero dalla giurisdizione del vescovo di Astorga, dipendente direttamente dalla Sede Apostolica di Roma. Nel 1837 un altro viaggiatore di nome Richard Ford, scrisse che lo stile di Villafranca come "svizzero", situata com'era in un imbuto montagnoso dotato di ponti, conventi, casali, un territorio a gradoni con vigneti a corollario degli splendidi fiumi Burbia e Valcarce con 534 abitanti. Questa città non passò inosservata ad altri viaggiatori, che la descrissero come montagnosa, agricola, circondata da vigneti, artigianale, mercantile, tappa di pellegrinaggi. Nel 1792 Jovellanos scrisse che era abitata da 2.500 abitanti e di un luogo votato alla pesca delle trote. Durante la guerra d'indipendenza contro Napoleone fu Quartier Generale dell'esercito galiziano e fu saccheggiata tre volte dalle truppe inglesi in fuga. Fu poi occupata dalle truppe francesi che smantellarono il castello, rubarono quanto potevano dalla Collegiata e nel Convento della Anunciada, profanarono le tombe di San Lorenzo di Brindisi e dei marchesi, ed infine, bruciarono l'archivio comunale. Qui morì il comandante delle truppe spagnole Antonio Filangeri. Quando Villafranca fu liberata definitivamente nel 1810 divenne il centro delle operazioni al comando del generale spagnolo Santocildes, contro i francesi, per la liberazione di Astorga. Nel 1822 diventò capoluogo della provincia di El Bierzo-Valdeorras, ma, con la riforma amministrativa dello Stato del 1833, il territorio di questa provincia venne ripartito fra le nuove province di León e Ourense. Nel 1895 un viaggiatore scrisse che Villafranca era abitata da 4.000 abitanti, dotato di illuminazione elettrica, di mulini, di campi irrigati, e della fiera di Santiago, già peraltro esistente fin dal Medioevo, ed anche la stazione ferroviaria. La città continuò ad essere la più importante del Bierzo e, dall'inizio del XX secolo, primeggiò per l'importanza turistica, grazie alla bellezza del suo paesaggio, dei suoi monumenti e al passaggio dei pellegrini di Santiago, che, nella seconda metà del secolo rincominciarono a passarci con maggiore frequenza.
L'attività turistica, la coltivazione dei vigneti e degli ortaggi, la cura nella loro tipizzazione controllata, come quella del vino di nome Bierzo, ed un inizio d'industrializzazione, forniscono oggi i mezzi per rendere florida la città, e il conseguente aumento della popolazione, grazie all'immigrazione dai borghi rurali. Oltre al vino DOC nei vari tipi: bianco, rosato e rosso, sono pure tutelati il pimiento asado del Bierzo (peperone tostato) IGP, il Botello del Bierzo IGP. Anche la Manzana Reineta del Bierzo è DOP, in italiano, mela renetta.

## Monumenti e luoghi d'interesse
- Colegiata, già monastero dell'XI secolo.
- San Juan, chiesa del XII secolo.
- San Francisco, antico convento risalente al 1213 del quale rimane solo la chiesa tardoromanica, ma con la parte superiore della facciata e le due torri campanarie del XVIII secolo, in stile barocco. L'ampliamento della chiesa del XV secolo è in stile gotico.
- Monastero dell'Annunziazione, ospita le spoglie del santo Lorenzo da Brindisi, qui sepolto nel 1619[5].
- Palacio de los Marqueses de Villafranca, del XVIII secolo.
- Palacio de Torquemada, dello stesso secolo.
- Casas Torres, e Casa Morisca del XV secolo.
- Castillo, con quattro torrioni posto nella parte alta della città è del secolo XVI ed è più un castello-palazzo che una fortezza.
- La Alameda, giardino costruito nel 1882, scenario naturale della Fiesta de la Poesia.

## Dintorni
A 23 km si trova la località di Ponferrada. A 28 km Puerto de Piedrafita passo montano a 1.109 metri d'altitudine, porta della Galizia: il primo villaggio è Piedrafita de Cebreiro con il Museo de Artes y Costunbres Populares di etnografia della montagna galiziana, dell'agricoltura, dell'artigianato e dell'arte religiosa popolare. A 42 km Bembibre, con i ruderi del castello e la chiesa di San Pedro del XV secolo.

## Feste
- Fiestas del Santissimo Cristo de la Esperanza, dal 14 al 17 settembre con solenne bando d'inizio sfilata per le strade dei Gigantes, alti fantocci si cartapesta mossi da persone nascoste al loro interno presenti in molte feste spagnole e rappresentanti personaggi celebri. Qui rappresentano Don Chisciotte, Sancho Panza e Dulcinea, protagonisti del romanzo di Cervantes, il Moro e il Cid.
- Fiesta de Santo Tirso, il 28 e 29 gennaio con balli e giochi dopo i riti religiosi.
- Fiesta del Mayo, il 1º maggio in cui maggi viventi coperti di piante e di fiori sfilano per le strade che hanno case con finestre e balconi decorati con fiori. La festa prosegue con musica e balli.
- Fiesta de la Poesia, con gara nazionale e recitazione di poesie nel bel giardino della Alameda.